# 最強者戦
最強者戦（さいきょうしゃせん、최강자전）または最強棋戦（さいきょうきせん）は、韓国の囲碁の棋戦。1973年から79年まで5期行われた。
- 主催 国際新報

## 方式
- トーナメント戦優勝者が前期優勝者と挑戦手合三番勝負を行う。第1期はトーナメント決勝三番勝負。

## 優勝者と挑戦手合
（左が勝者）
1. 1973年 趙南哲 2-1 金寅
2. 1975年 曺薫鉉 2-0 超南哲
3. 1977年 曺薫鉉 2-0 兪健在
4. 1979年 曺薫鉉 2-1 徐能旭
5. 1979年 曺薫鉉 2-1 金寅

1973年の超南哲の優勝は、49歳の韓国最高齢タイトル獲得記録。